# Sen noci svatojánské (film, 1999)
Sen noci svatojánské (v anglickém originále A Midsummer Night’s Dream) je britsko-americko-italská filmová komedie z roku 1999. Režisérem filmu je Michael Hoffman. Hlavní role ve filmu ztvárnili Kevin Kline, Roger Rees, Sam Rockwell, Max Wright a Bill Irwin.

## Obsazení
| Kevin Kline          | Nick Bottom           |
| Roger Rees           | Peter Quince          |
| Sam Rockwell         | Francis Flute         |
| Max Wright           | Robin Starveling      |
| Bill Irwin           | Tom Snout             |
| Gregory Jbara        | Snug                  |
| Stanley Tucci        | Robin Goodfellow/Puck |
| Rupert Everett       | Oberon                |
| Michelle Pfeifferová | Titania               |
| Anna Friel           | Hermia                |
| Calista Flockhart    | Helena                |
| Christian Bale       | Demetrius             |
| David Strathairn     | Theseus               |
| Sophie Marceau       | Hippolyta             |